# ループ麒麟獅子

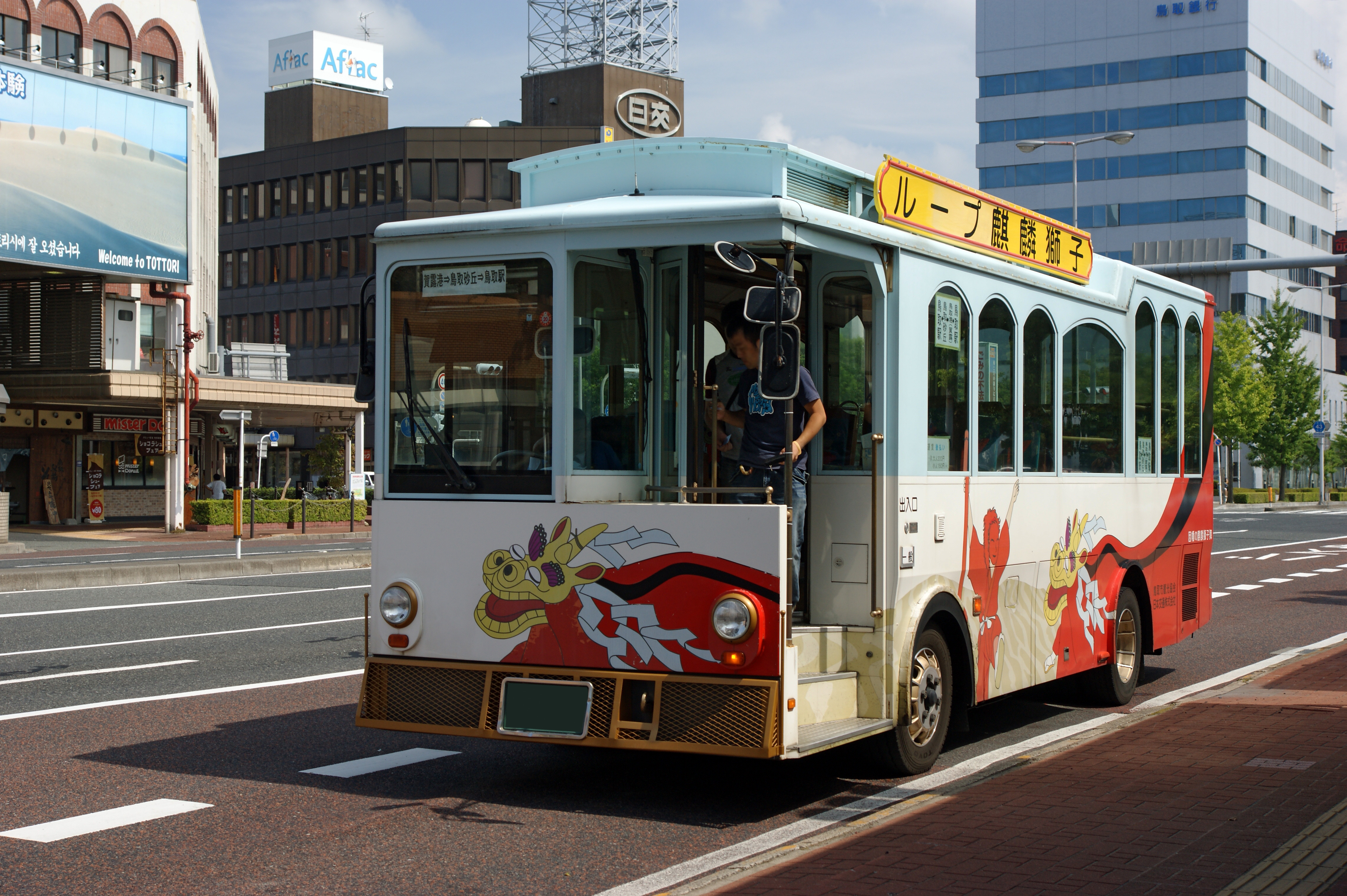
運行開始当時のループ麒麟獅子の車両

ループ麒麟獅子（ループきりんじし）は、鳥取県鳥取市で運行されている観光スポット周遊バスである。1998年7月から運行を開始しており、名称は因幡地方に伝わる麒麟獅子にちなんだものである。運行は、日本交通、日ノ丸自動車に委託されている。

## 概要
かつて、鳥取市内には観光地と観光地の間を結ぶ路線バスが存在せず、観光客が移動するには非常に手間がかかるものとなっていた。これを解消し利便性の向上を図るため、鳥取観光コンベンション協会が中心となって、市内の観光スポットを回る周遊バスの運行を開始した。
運行を開始して以降、利用客は順調に増加していったものの、市内の道路渋滞など様々な要因により、2001年度（平成13年度）以降は伸び悩んでいる。このため、2005年（平成17年）11月1日から運行系統の変更が実施され、土曜・休日及び7月20日 - 8月31日のみの運行となった。
現在は鳥取駅を起点とする鳥取砂丘・鳥取港（賀露港）の循環コース（Aコース（左回り）・Bコース（右回り））の2ルートが運行されている。
時刻表検索サイトのバスネットに加入している。

## 沿革
- 1998年（平成10年）7月 - 運行開始。
- 2001年（平成13年）4月 - 砂丘線の平日運行を実施。
- 2005年（平成17年）11月1日 - 運行系統の見直しを実施。土曜・休日及び7月20日 - 8月31日のみの運行となったほか、料金の値上げ、専用回数券（大人のみ）の廃止が行われた
- 2021年（令和3年）10月1日 - 路線番号（行先番号）を導入予定[1][2][3]。

## 運行系統
- 40～50分おきに運行。

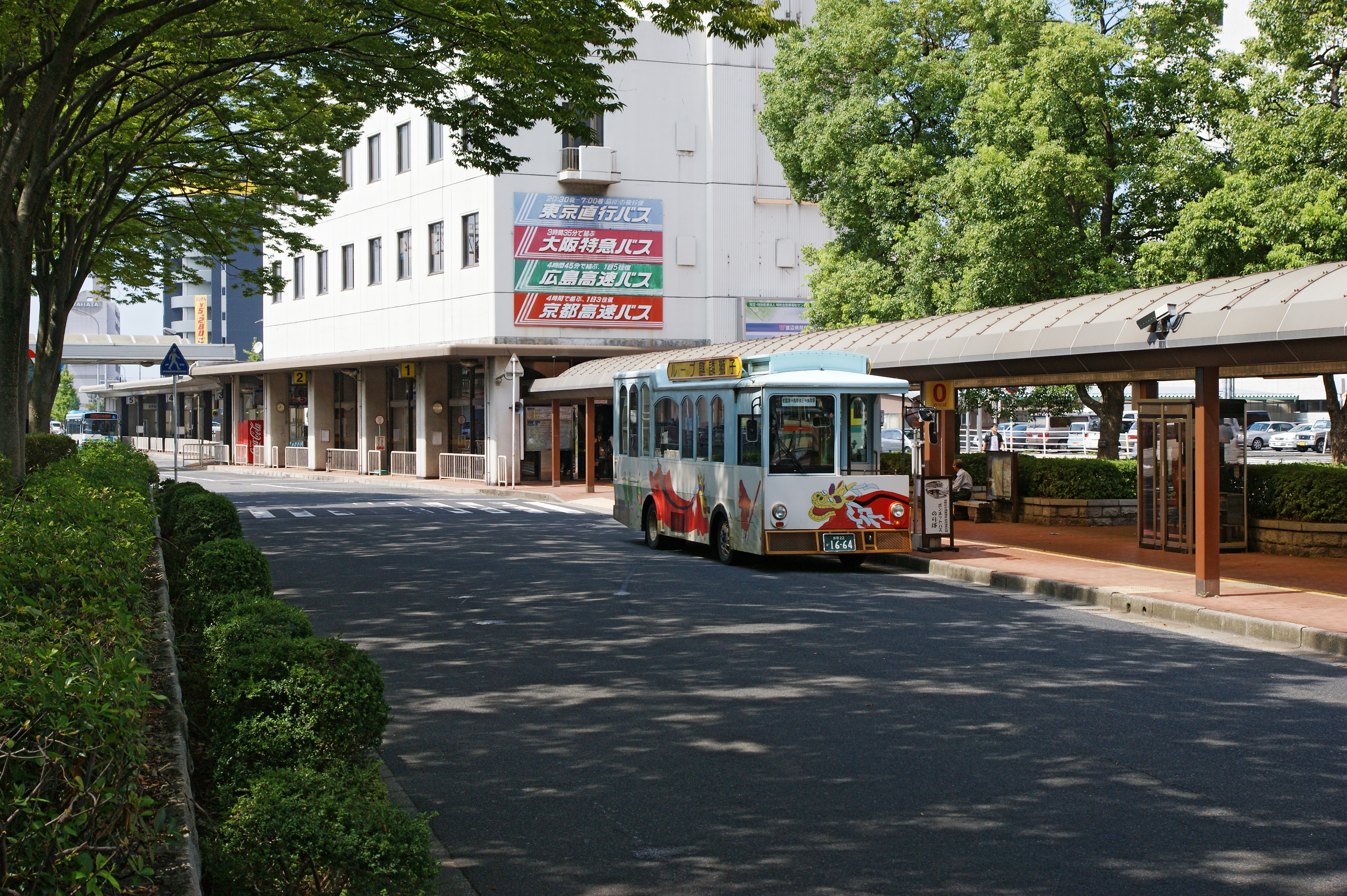
鳥取駅バスターミナル0番乗り場に停車中のループ麒麟獅子

- 料金は大人300円、小学生は150円、大人障害者等は150円、小学生障害者等は80円、幼児は無料。
- 一日乗車カード
  - 大人のみ600円
- 鳥取藩のりあいばす乗放題手形（3日間1,800円）でも利用可能。
- なお、一般路線の乗車券類は使用できない。

運行は日本交通・日ノ丸自動車である。運行日は、土曜・休日及び7月20日～8月31日である。
なお、2005年（平成17年）の運行系統見直し時に料金が値上げされ、同時に専用回数券（大人のみ）が廃止された（ただし、すでに発売されていたものについては、現在でも利用可能だが、その場合は1枚につき差額（100円）が必要となる）。
停留所
[09] 鳥取駅（バスターミナル） → わらべ館 → 鳥取城跡（仁風閣） → 渡辺美術館 → 砂丘センター展望台 → 砂の美術館前 → 鳥取砂丘（砂丘会館） → 砂の美術館前 → こどもの国 → 鳥取港（賀露神社前） → 鳥取港（かにっこ館前） → 湖山池ナチュラルガーデン → 鳥取駅（バスターミナル）
- 左回りのみ運行

## 車両

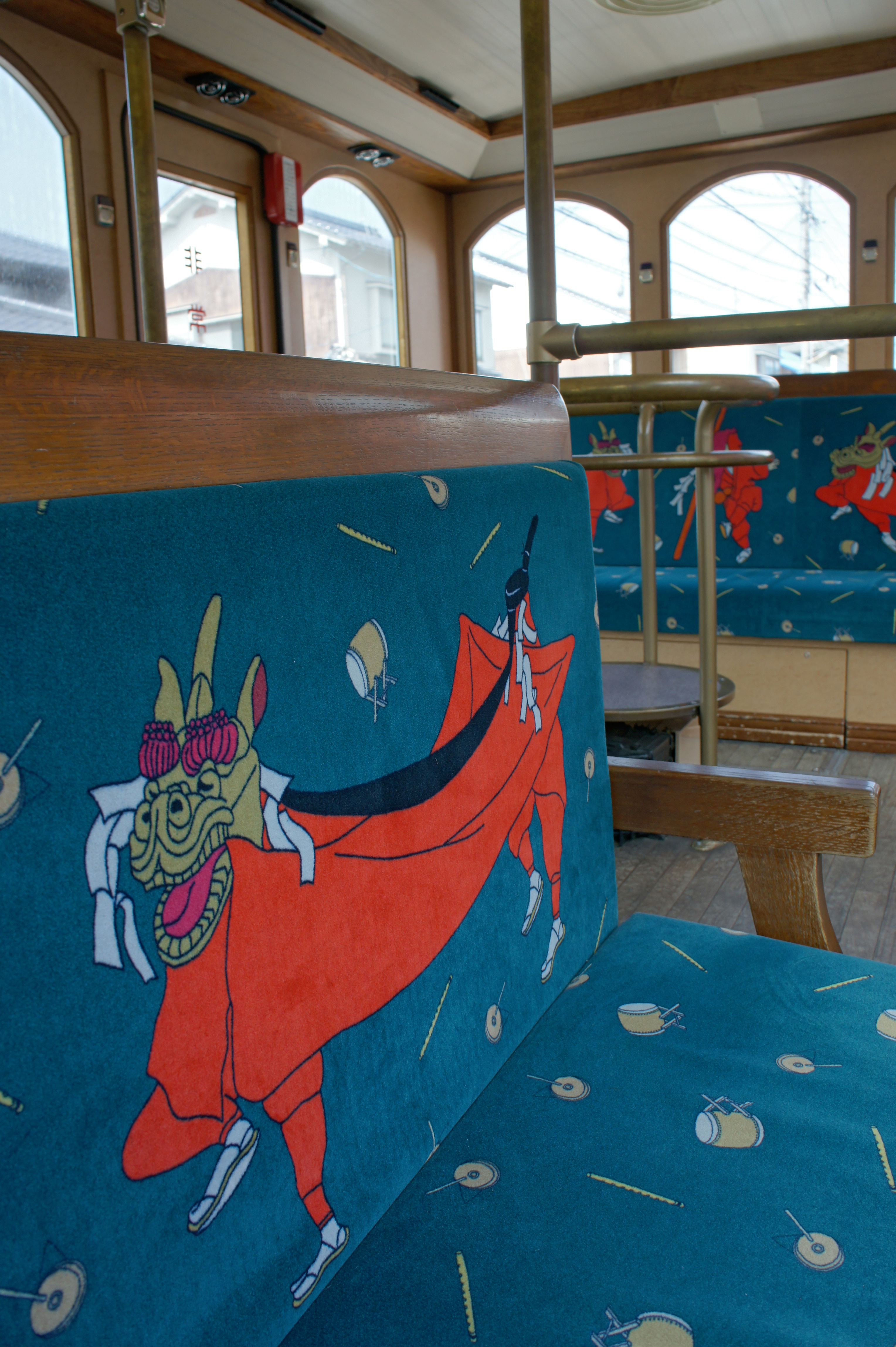
特装車のインテリア。
シートは麒麟獅子の柄

- 運行開始当時は日野・レインボーRR（観光・自家用系ショートボディー）ベースの特装車（東京特殊車体）2台が用いられていた。
- 上記の専用車が使用できない場合には、日本交通及び日ノ丸自動車の一般車両を用いた運行が行われていた。
- 専用車は2017年1月現在 引退している模様であり、麒麟獅子のラッピングされた一般車両による運行となった。